# 九州実業団対抗女子駅伝競走大会
九州実業団対抗女子駅伝競走大会（きゅうしゅうじつぎょうだんたいこうじょしえきでんきょうそうたいかい）は、毎年10月の最終日曜日に開催されていた駅伝競走で、全日本実業団対抗女子駅伝競走大会の九州・沖縄地区予選会を兼ねていた。

## 概要
九州・沖縄8県は、陸上競技が盛んな土地柄、他の地域とは一線を画し、ブロック単独で競技会を行っていた。
2007年の第18回までは、熊本県にある本田技研工業熊本製作所のまわりを周回するコースで行われていたが、2008年の第19回から、福岡県宗像市・福津市にコースが変更された。
全日本実業団対抗女子駅伝競走大会の九州・沖縄地区予選会を兼ねており、基本的に、上位3チームに全日本大会への出場権が与えられた。
2009年、東海・北陸・関西・中四国の合同予選として行われてきた淡路島女子駅伝競走大会が2008年を最後に諸事情で廃止されたことから、関西・中四国・九州沖縄の合同予選として「実業団女子駅伝西日本大会」が新たに開催された。このため、当大会は2008年の第19回をもって廃止されたが、第19回からの宗像・福津のコースが新大会でも利用された。その後、2015年には全国の予選会が全日本実業団対抗女子駅伝競走大会予選会（プリンセス駅伝in宗像・福津）に一本化され、引き続き宗像市・福津市でコースを変更して開催されている。

## コース概要

### 本田技研工業熊本製作所周回コース（42.195km、2007年まで）
- 1区（6.6km）
- 2区（3.45km）
- 3区（10km）
- 4区（4.1km）
- 5区（11.26km）
- 6区（6.785km）

### 宗像市役所～福津市～宗像市役所コース（42.195km、2008年）
- 1区（6.5km）
- 2区（3.4km）
- 3区（10km)
- 4区（4.3km）
- 5区（11.4km）
- 6区（6.595km）

## 歴代優勝チーム
| 回 | 開催年月日     | 出場チーム数 | 優勝チーム  | タイム        | 他の全日本大会出場チーム                   |
| -- | -------------- | ------------ | ----------- | ------------- | ------------------------------------------ |
| 1  | 1990年         |              |             |               |                                            |
| 2  | 1991年         |              |             |               |                                            |
| 3  | 1992年         |              |             |               |                                            |
| 4  | 1993年         |              |             |               |                                            |
| 5  | 1994年         |              |             |               |                                            |
| 6  | 1995年         |              |             |               |                                            |
| 7  | 1996年         |              |             |               |                                            |
| 8  | 1997年         |              |             |               |                                            |
| 9  | 1998年         |              |             |               |                                            |
| 10 | 1999年         |              |             |               |                                            |
| 11 | 2000年11月5日  |              | サニックスA | 2時間19分08秒 | 沖電気宮崎、九電工、ラララ、TOTO、十八銀行 |
| 12 | 2001年         |              |             |               |                                            |
| 13 | 2002年10月27日 | 8            | 九電工      | 2時間17分50秒 | サニックス、旭化成、沖電気、十八銀行       |
| 14 | 2003年10月26日 | 8            | 九電工      | 2時間18分43秒 | 沖電気、旭化成、サニックス、TOTO           |
| 15 | 2004年         |              | 九電工      |               | 沖電気、旭化成、十八銀行、サニックス       |
| 16 | 2005年10月30日 | 8            | 九電工      | 2時間18分59秒 | 旭化成、十八銀行、沖電気、サニックス       |
| 17 | 2006年10月29日 | 9            | 九電工      | 2時間18分36秒 | 沖電気、十八銀行、TOTO、環微研             |
| 18 | 2007年10月28日 | 7            | 九電工      | 2時間18分31秒 | 十八銀行、OKI                              |
| 19 | 2008年10月26日 | 7            | 十八銀行    | 2時間17分48秒 | 九電工、OKI、TOTO                          |

## テレビ中継
レースは午前中に行われるため、当日午後に撮って出しの形で放送される。
第18回までは地元の熊本放送がRKB毎日放送に協力する形で制作され、RKBを制作局としてe-JNN各局で放送された。これは、熊本放送が熊本日日新聞系列であり、主催の毎日新聞社が大株主となっているRKBが制作の主導権を握っていたことによる。
2008年は、会場が福岡県に移ったことにより、RKB単独制作となる。e-JNNネットは継続。